# 진 베이츠
진 베이츠(Jeanne Bates, 1918년 5월 21일 ~ 2007년 11월 28일)는 미국의 배우, 텔레비전 배우, 영화배우이다.
버클리에서 태어났으며 우들랜드힐스에서 사망하였다. 사인은 유방암이다.

## 방송
- 벤 케이시

## 영화
- 멀홀랜드 드라이브 (2001년) - 아이린 역
- 그랜드 캐년 (1991년)
- 죽음의 밤 4 - 저주받은 초대 (1990년)
- 프롬 더 데드 오브 나이트 (1989년)
- 이레이저 헤드 (1977년)
- 명탐정 바나비 존즈 (1973년)
- 더 영 앤 더 레스트리스 (1973년)
- 닥터 웰비 (1969년)
- 우리 생애 나날들 (1965년)
- 벤 케이시 (1961년)
- 페리 메이슨 (1957년)
- 딜론 보안관 (1955년)
- 세일즈맨의 죽음 (1951년)
- 리턴 오브 더 뱀파이어 (1944년)
- 헤이, 루키 (1944년)
- 팬텀 (1943년)